# Юніорська збірна Ірландії з хокею із шайбою
Юніорська збірна Ірландії з хокею із шайбою  — національна юніорська команда Ірландії, що представляє країну на міжнародних змаганнях з хокею із шайбою. Опікується командою Федерація хокею Ірландії, команда бере участь у чемпіонаті світу з хокею із шайбою серед юніорських команд.

## Результати

### Чемпіонати світу з хокею із шайбою серед юніорських команд
- 2009  — 3 місце (Дивізіон ІІІ, Група В)
- 2010  — 5 місце (Дивізіон ІІІ, Група В)
- 2011  — 5 місце (Дивізіон ІІІ, Група В)
- 2013  — 4 місце (Дивізіон ІІІ, Група В)